# Wereldkampioenschap schaatsen allround kwalificatie 2005 (Noord-Amerika & Oceanië)
De zevende editie van de Continentale kampioenschappen schaatsen voor Noord-Amerika & Oceanië werd gehouden op 8 en 9 januari 2005 in de Utah Olympic Oval te Salt Lake City, Verenigde Staten.
Vanaf de editie van 1999 was het aantal deelnemers aan het WK Allround door de ISU op 24 deelnemers vastgesteld. De startplaatsen werden voortaan per continent verdeeld. Voor Europa werd het EK allround tevens het kwalificatietoernooi voor het WK Allround. Voor Azië en Noord-Amerika & Oceanië werden door de ISU speciale kwalificatietoernooien georganiseerd. Uit Noord-Amerika & Oceanië mochten zeven mannen en vijf vrouwen deelnemen aan het WK allround.
| zaterdag 8 januari                                                      | zondag 9 januari                                                            |
| ----------------------------------------------------------------------- | --------------------------------------------------------------------------- |
| 500 meter vrouwen 3000 meter vrouwen 500 meter mannen 5000 meter mannen | 1500 meter vrouwen 5000 meter vrouwen 1500 meter mannen 10.000 meter mannen |

## Mannentoernooi
Er namen twaalf mannen aan deze continentale selectiewedstrijd deel. Zes uit Canada en zes uit de Verenigde Staten. Australië en Mexico ontbraken nadat ze er twee jaar (op de toernooien van 2003 en 2004) elk wel met een deelnemer aanwezig waren. De Amerikaan Shani Davis werd voor de derde keer op rij winnaar van dit "Continentaal Kampioenschap". Zijn puntentotaal van 149,359 was een nieuw Wereldrecord op de grote vierkamp. 
Van de geselecteerde top zeven nam de als vierde geëindigde Canadees Justin Warsylewicz niet deel aan het WK Allround, zijn plaats werd ingenomen door Philippe Morois die achtste werd op dit toernooi. De als zevende geëindigde Amerikaan Clay Mull moest zijn plaats afstaan aan de wereldkampioen van 2004, Chad Hedrick, die wegens een diskwalificatie op de 10.000m (vergeten van baan te wisselen) niet werd geklasseerd op dit toernooi. Shani Davis en Ched Hadrick ruilden op het WK Allround van plaats, Davis werd nu wereldkampioen en Hedrick werd tweede. Ook de Amerikanen KC Boutiette en Derek Parra eindigden in de top tien (respectievelijk 6e en 10e).

### Eindklassement
| Rang   | Schaatser          | Land             | Punten     | 500m       | 5000m        | 1500m          | 10.000m      |
| ------ | ------------------ | ---------------- | ---------- | ---------- | ------------ | -------------- | ------------ |
| Goud   | Shani Davis        | Verenigde Staten | 149,359 WR | 35,85 (1)  | 6.24,21 (2)  | 1.43,33 WR (1) | 13.32,90 (1) |
| Zilver | KC Boutiette       | Verenigde Staten | 152,674    | 36,21 (2)  | 6.35,27 (4)  | 1.47,76 (6)    | 13.40,34 (2) |
| Brons  | Steven Elm         | Canada           | 153,972    | 36,29 (3)  | 6.37,90 (6)  | 1.47,12 (3)    | 14.03,72 (5) |
| 4      | Justin Warsylewicz | Canada           | 154,302    | 37,13 (10) | 6.32,10 (3)  | 1.48,34 (9)    | 13.56,99 (4) |
| 5      | Derek Parra        | Verenigde Staten | 154,629    | 36,34 (4)  | 6.40,55 (7)  | 1.47,43 (4)    | 14.08,49 (6) |
| 6      | Arne Dankers       | Canada           | 154,995    | 38,22 (12) | 6.35,42 (5)  | 1.48,13 (8)    | 13.43,80 (3) |
| 7      | Clay Mull          | Verenigde Staten | 157,444    | 37,08 (9)  | 6.40,91 (8)  | 1.53,34 (12)   | 14.09,87 (7) |
| 8      | Philippe Marois    | Canada           | 157,672    | 37,52 (11) | 6.48,02 (10) | 1.48,11 (7)    | 14.26,28 (8) |
| 9      | Ron Macky          | Verenigde Staten | 158,572    | 37,06 (8)  | 6.53,69 (11) | 1.49,15 (10)   | 14.35,20 (9) |
| -      | Chad Hedrick       | Verenigde Staten | 109,333    | 36,37 (5)  | 6.19,40 (1)  | 1.45,07 (2)    | diskw.       |
| -      | Denny Morrison     | Canada           | 112,512    | 36,48 (6)  | 6.41,62 (9)  | 1.47,61 (5)    | ns           |
| -      | Adam McCabe        | Canada           | 115,383    | 36,94 (7)  | 6.57,23 (12) | 1.50,16 (11)   | ns           |

Vet gezet is kampioenschapsrecord

## Vrouwentoernooi
Er namen tien vrouwen aan deze editie mee. Vier uit Canada en zes uit de Verenigde Staten. De Canadese Cindy Klassen werd voor de tweede keer winnares van dit "Continentaal Kampioenschap". Haar puntentotaal van 159,605 was een nieuw Wereldrecord op de kleine vierkamp.
De top vijf van dit klassement nam ook deel aan het WK Allround. De drie Canadese vrouwen eindigden hier in de top twaalf, Klassen werd 2e, Groves werd 6e en Hughes werd 12e. Waar bij de mannen de Amerikanen één en twee werden, eindigden de Amerikaanse vrouwen op de plaatsen 23 en 24, mede door een diskwalificatie van Lamb op de 500m.

### Eindklassement
| Rang   | Schaatsster             | Land             | Punten     | 500m       | 3000m        | 1500m          | 5000m        |
| ------ | ----------------------- | ---------------- | ---------- | ---------- | ------------ | -------------- | ------------ |
| Goud   | Cindy Klassen           | Canada           | 159.605 WR | 38,53 (1)  | 4.02,15 (1)  | 1.53,87 WR (1) | 7.07,61 (2)  |
| Zilver | Clara Hughes            | Canada           | 163,955    | 41,33 (8)  | 4.05,44 (2)  | 1.58,25 (4)    | 7.03,03 (1)  |
| Brons  | Kristina Groves         | Canada           | 165,225    | 39,97 (2)  | 4.09,05 (3)  | 1.58,13 (2)    | 7.23,71 (6)  |
| 4      | Maria Lamb              | Verenigde Staten | 165,423    | 40,35 (3)  | 4.10,50 (6)  | 1.58,88 (5)    | 7.17,00 (5)  |
| 5      | Kristine Holzer         | Verenigde Staten | 165,929    | 41,52 (9)  | 4.09,85 (4)  | 1.58,24 (3)    | 7.13,55 (4)  |
| 6      | Catherine Raney         | Verenigde Staten | 165,936    | 41,31 (7)  | 4.10,02 (5)  | 1.59,22 (6)    | 7.12,16 (3)  |
| 7      | Marilou Asselin         | Canada           | 169,399    | 40,51 (4)  | 4.18,68 (7)  | 2.01,25 (7)    | 7.33,60 (7)  |
| 8      | Anna Ringsred           | Verenigde Staten | 171,692    | 41,02 (6)  | 4.23,78 (8)  | 2.01,88 (8)    | 7.40,79 (8)  |
| 9      | Nancy Swider-Peltz, Jr. | Verenigde Staten | 174,641    | 40,77 (5)  | 4.27,43 (9)  | 2.06,05 (10)   | 7.52,84 (10) |
| 10     | Heidi Stangl            | Verenigde Staten | 175,303    | 41,79 (10) | 4.27,65 (10) | 2.05,91 (9)    | 7.49,32 (9)  |

Vet gezet is kampioenschapsrecord